# 宮崎県立門川高等学校
宮崎県立門川高等学校（みやざきけんりつ かどがわこうとうがっこう）は、宮崎県東臼杵郡門川町大字門川尾末に所在する県立の高等学校。

## 概要
歴史
1916年（大正5年）に「東臼杵郡立農業学校」として東臼杵郡富高村（現日向市役所敷地）に創立。1948年（昭和23年）の学制改革により農学校は廃止され、宮崎県立富島高等学校が発足。同年に門川分校が設置される。1964年（昭和39年）に富島高等学校から農業科・林業科・門川分校が分離し、「宮崎県立門川農業高等学校」として独立。2005年（平成17年）の総合学科新設に伴い、現校名に改称した。富島高等学校と創立年を同じくしており、2016年（平成28年）に創立100周年を迎える。
農業に関する学科が廃止された現在でも、総合学科の系列の中に農業・林業に関係するものがあり、日本学校農業クラブ連盟に加盟している。
設置課程・学科
全日制課程 総合学科
- 栽培ビジネス系列
- 食品加工系列
- 生活科学系列
- 健康スポーツ系列

全日制課程 福祉科
校訓
「篤実剛健」（とくじつごうけん）
校章
日向灘の波を図案化したもので、中央に「高」の文字を置いている。背景を緑色、2対の波を青色と白色、「高」の文字を赤色で表現している。
シンボルマーク
校章とは別にシンボルマークがある。2005年（平成17年）の総合学科設置・校名改称に伴い制定。
校歌
歌詞は3番まであり、各番に校名の「門川高校」が登場する。
マスコットキャラクター
- カンムリウミスズメ
- ほたるのホッピー

## 沿革
宮崎県立富島高等学校#沿革も参照。
- 1916年（大正5年）3月31日 - 「東臼杵郡立農業学校」が現在の日向市庁舎（市役所）の地に創立。
- 1922年（大正11年）4月1日 - 宮崎県に移管し、「宮崎県立富島農学校」と改称。
- 1929年（昭和4年）4月1日 - 女子部を併設し、「宮崎県立富高実業学校」に改称。
- 1945年（昭和20年）4月1日 - 「宮崎県立富高農学校」に改称。
- 1948年（昭和23年）
  - 4月1日 - 学制改革により、新制高等学校「宮崎県立富島高等学校」が発足。
  - 12月10日 - 門川分校が設置される。
- 1964年（昭和39年）4月1日 - 農業科と林業科が分離し、「宮崎県立門川農業高等学校」として独立。
- 2005年（平成17年）4月1日 - 総合学科を新設し、「宮崎県立門川高等学校」（現校名）と改称。
  - 生物林学科、食品科学科、福祉科の募集を停止。
- 2007年（平成19年）3月31日 - 生物林学科・食品科学科・福祉科を廃止。
- 2015年（平成27年）4月1日 - 系列の再編を実施。
  - 「ネイチャーサイエンス系列・フォレスト系列・オーシャン系列・ヒューマン系列」を「栽培ビジネス系列・食品加工系列・介護福祉系列・総合進学系列」に改組・改称。

## 学校行事
- 11月 - 農文祭（農産物即売会を行う）

## 著名な出身者
- 安田修 - 元門川町長
- 江藤隆美 - 元衆議院議員・元宮崎県議会議員※旧制富高実業学校
- 河野博史 - ヘラクレスオオカブトの世界的ブリーダー[1]

## 交通
最寄りの鉄道駅
- JR九州 日豊本線 「門川駅」

最寄りのバス停
- 宮崎交通 宇野間・小原線「農高北口」バス停

最寄りの幹線道路
- 国道388号

## 周辺
- 法泉寺
- 門川神社
- 厳嶋神社
- 市杵嶋神社
- いすず保育園